# 李云健
李云健（1895年—1935年3月），又名李仁根、张秋、张世振 ，朝鲜族，广州黄埔军校校友，参加过广州起义，1929年加入中国共产党，汤原抗日游击队、汤原抗日游击总队（东北抗日联军第六军前身）参谋长，1935年因左倾民生团事件被错杀。

## 生平
1895年，李云健出生于朝鲜半岛，后随家人迁居今黑龙江省汤原县。1926年，他入广州黄埔军校学习，并参加了广州起义。1928年，他与崔庸健被中共满洲省委派往三江地区朝鲜族村开展革命工作。两人开办了军政干部培训班，先后培训出170多名干部。:41-42:20
1930年中共汤原县委（1931年升格为汤原中心县委）成立后，李云健任汤原县委委员。1932年10月，中共汤原中心县委组建中国工农红军第33军汤原反日游击队（简称汤原游击队），李云健任参谋长。1934年10月，汤原游击队扩编为汤原反日游击总队，夏云杰任政委，戴鸿宾任总队长，李云健任参谋长:42-49:20。1935年3月，李云健因左倾“民生团”事件被错杀。同他一起被杀害的还有他的妻子，以及中队长柳东振，中队长崔显默，小队长朴东善等6人（一说8人）:76-78。